# Boljanovići (Trnovo, canton de Sarajevo)
Pour les articles homonymes, voir Boljanovići.
Boljanovići (en cyrillique : Бољановићи) est un village de Bosnie-Herzégovine. Il est situé dans la municipalité de Trnovo, dans le canton de Sarajevo et dans la fédération de Bosnie-et-Herzégovine. Selon les premiers résultats du recensement bosnien de 2013, il compte 16 habitants.
Après la guerre de Bosnie-Herzégovine, le village a été divisé en deux parties, l'une rattachée à la municipalité de Trnovo dans la fédération de Bosnie-et-Herzégovine, l'autre rattachée à la municipalité de Trnovo dans la république serbe de Bosnie.

## Démographie

### Évolution historique de la population dans la localité
| 1948 | 1953 | 1961 | 1971 | 1981 | 1991 | 2013 |
| ---- | ---- | ---- | ---- | ---- | ---- | ---- |
| -    | -    | 79   | 80   | 70   | 24   | 16   |

|  |

### Répartition de la population par nationalités (1991)
En 1991, les 24 habitants du village étaient tous Musulmans (bosniaques).